# قائمة المسلمين الحاصلين على جائزة نوبل

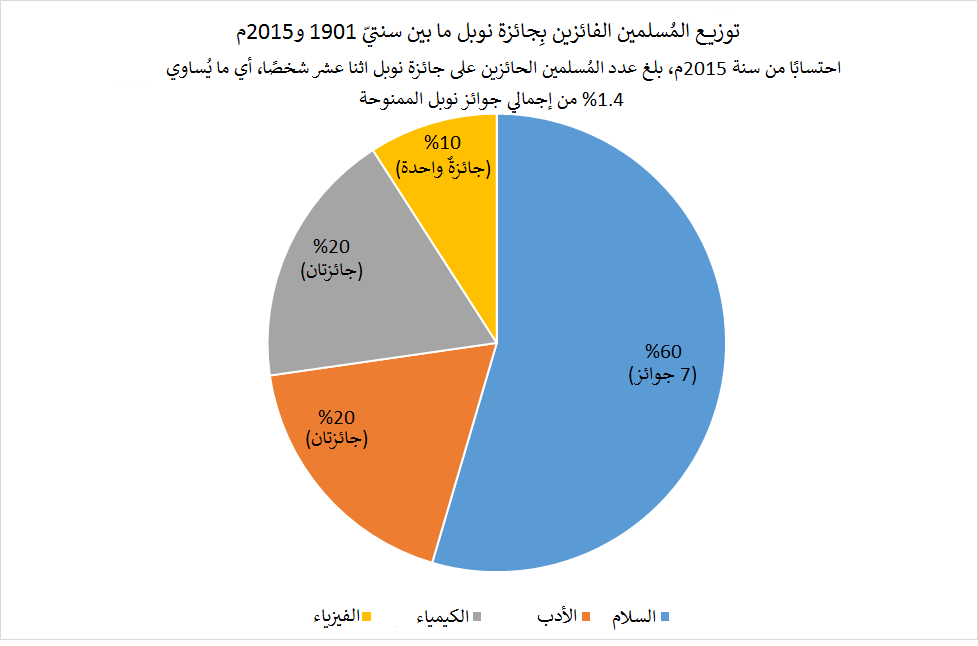
رسم يبين نسبة ما حصل عليه المسلمون من جوائز نوبل بين عامي 1901-2015.

تضم جائزة نوبل مجموعة من الجوائز العالمية السنوية التي تمنحها لجان إسكندنافية في عدد من المجالات تقديراً للجهود والتطويرات الثقافية والعلمية، علماً أنها قد أُنشئت بناءً على وصية الكيميائي السويدي ألفريد نوبل عام 1895، ومُنحت منذ ذلك الحين لما يزيد عن 800 فردٍ.
قُدّمت جوائز نوبل في كل من الفيزياء، والكيمياء، والفيزيولوجيا أو الطب، والأدب والسلام لأول مرة عام 1901، ومن ثم أُضيف عليها تكريم آخر في مجال الاقتصاد منذ عام 1969، تُمنح جائزة السلام في أوسلو في النرويج، بينما يجري التكريم المتعلق بالمجالات الأخرى في ستوكهولم عاصمة السويد، وتُعتبر جائزة نوبل على نطاق واسع أهم الجوائز المرموقة في مجالات الأدب، والطب، والفيزياء، والكيمياء، والسلام والاقتصاد. يشكّل المسلمون ما يزيد عن 23% من تعداد سكّان العالم، وقد نال 12 شخصاً مسلماً جائزة نوبل بين عام 1901 وعام 2015، أي حوالي 1.4% من مجمل جوائز نوبل،  وقد مُنح منهم سبعة هذه الجائزة للسلام، بما في ذلك تكريم ياسر عرفات المثير للجدل، وقد كان محمد عبد السلام الحائز على جائزة نوبل للفيزياء عام 1979 فرداً من الجماعة الأحمدية في باكستان، كما كان عزيز سانجار ثاني تركي وأول مسلم ينال جائزة نوبل في مجال البيولوجيا الجزيئية عام 2015.

## في العلوم

### في الفيزياء
| السنة | صورة | الحاصل على الجائزة                               | الدولة والمهنة    | السبب | ملاحظات |
| ----- | ---- | ------------------------------------------------ | ----------------- | --- | --- |
| 1979  |      | محمد عبد السلام (29 يناير 1926 - 21 نوفمبر 1996) | باكستان · فيزيائي | منحت جائزة نوبل في الفيزياء في عام 1979 مشاركةً بين شيلدون جلاشو ومحمد عبد السلام وستيفن واينبرج «لإنجازاتهم في التوحيد بين القوة الضعيفة والتأثير الكهرومغناطيسي وعلاقته بالتآثر بين الجسيمات الأولية». | من الجماعة الأحمدية في باكستان، في عام 1974 أجرى البرلمان الباكستاني تعديلاً دستورياً أعلن أن الأحمدية ليسوا مسلمين. واحتجاجاً على ذلك، غادر عبد السلام باكستان إلى لندن. وهو الباكستاني الأول والوحيد الحاصل على تلك الجائزة. وهو أيضا أول عالم باكستاني يحصل على جائزة نوبل. |

### في الكيمياء
| السنة | صورة | الحاصل على الجائزة                       | الدولة والمهنة                         | السبب | ملاحظات                                                                           |
| ----- | ---- | ---------------------------------------- | -------------------------------------- | --- | --------------------------------------------------------------------------------- |
| 1999  |      | أحمد زويل (26 فبراير 1946 -2 أغسطس 2016) | مصر · الولايات المتحدة · عالم          | حاصل على جائزة نوبل في الكيمياء لسنة 1999 لأبحاثه في مجال الفيمتو ثانية. | أول كيميائي مسلم مُنح جائزة نوبل وثاني عالم مسلم مُنح الجائزة في أحد مجالات العلوم. |
| 2015  |      | عزيز سانجار (ولد في 8 سبتمبر 1946)       | تركيا · عالم                           | حصل على جائزة نوبل في الكيمياء في 2015 «تكريماً لدراساته الميكانيكية على إصلاح الدنا.» ويُعتبر سانجار الكيميائي التركي الأول، والشخص التركي الثاني عموماً، والعالِم المسلم الثالث حتى الآن الذي يحصل على جائزة نوبل. | ثاني تركي وأول مسلم ينال جائزة نوبل في مجال البيولوجيا الجزيئية.                  |
| 2023  |      | منجي الباوندي (15 مارس 1961-)            | تونس · فرنسا · الولايات المتحدة · عالم | حصل على جائزة نوبل في الكيمياء لاكتشاف وتطوير النقاط الكمومية | أول تونسي حتى الآن يحصل على جائزة نوبل.                                           |

## في الأدب
| السنة | صورة | الحاصل على الجائزة                           | الدولة والمهنة                         | السبب | ملاحظات                                                                                 |
| ----- | ---- | -------------------------------------------- | -------------------------------------- | --- | --------------------------------------------------------------------------------------- |
| 1988  |      | نجيب محفوظ (11 ديسمبر 1911 - 30 أغسسطس 2006) | مصر · كاتب روائي                       | حصل نجيب محفوظ على الجائزة في عام 1988 باعتبار أدب محفوظ واقعياً.                                                                                         | أول عربي يحصل على جائزة نوبل في الأدب.                                                  |
| 2006  |      | أورخان باموق (7 يونيو 1952 -)                | تركيا · كاتب روائي                     | مُنحت جائزة نوبل في الأدب لعام 2006 إلى أورخان باموق «الذي اكتشف في سعيه وراء الروح الكئيبة لمدينته الأم رموزًا جديدة للصراع والتشابك بين الثقافات».       | التركي الأول الحاصل على جائزة نوبل، لا يؤمن بوجود إله، بل يعتبر نفسه مسلم الثقافة وحسب. |
| 2021  |      | عبد الرزاق قرنح (20 ديسمبر 1948-)            | تنزانيا · المملكة المتحدة · كاتب روائي | مُنحت له الجائزة نظراً لما أظهره من «حُسنِ استبصارٍ خالٍ من أي مساومة لآثار الاستعمار، ولتعاطفه مع قدر اللاجئ العالق في هُوَّة الاختلافات بين الثقافات والقارات». | أول رجل أسود يحصل على الجائزة منذ سنة 1993، وأول كاتب أفريقي ينالها منذ سنة 2007.       |

## في السلام
| السنة | صورة | الحاصل على الجائزة                                 | الدولة والمهنة                                 | السبب | ملاحظات |
| ----- | ---- | -------------------------------------------------- | ---------------------------------------------- | --- | --- |
| 1978  |      | محمد أنور السادات (25 ديسمبر 1918 - 6 أكتوبر 1981) | مصر · سياسي                                    | شاركه الجائزة رئيس الوزراء الإسرائيلي مناحم بيغن. مُنحت لهما «لمساهمتهما في اتفاقين إطاريين، أحدهما على السلام في الشرق الأوسط، والآخر على السلام بين مصر وإسرائيل، وُقّعا في كامب ديفيد في السابع عشر من أيلول/سيبتمبر عام 1978.»                                                                     | أول مسلم يحصل على جائزة نوبل. |
| 1994  |      | ياسر عرفات (24 أغسطس 1929 - 11 نوفمبر 2004)        | فلسطين · سياسي                                 | شاركه الجائزة شمعون بيريز وإسحق رابين «لجهودهم المبذولة في سبيل صنع السلام في الشرق الأوسط.» | أول فلسطيني مسلم يحصل على جائزة نوبل. |
| 2003  |      | شيرين عبادي (21 يونيو 1947 -)                      | إيران · ناشطة حقوقية                           | في 10 أكتوبر 2003 حصلت شيرين على جائزة نوبل للسلام لجهودها في مجال الديمقراطية وحقوق الإنسان، وخاصة لجهودها من أجل حقوق المرأة والطفل. | الشخصية الإيرانية الأولى والوحيدة التي تنال جائزة نوبل. وهي أيضا أول امرأة مسلمة تحوز الجائزة. |
| 2005  |      | محمد البرادعي (17 يونيو 1942 -)                    | مصر · سياسي                                    | في أكتوبر 2005 نال محمد البرادعي جائزة نوبل للسلام مع الوكالة الدولية للطاقة الذرية ومنحت الجائزة للوكالة ومديرها اعترافا بالجهود المبذولة من جانبهما لاحتواء انتشار الأسلحة النووية. | ثاني مصري يحصل على جائزة نوبل للسلام، (2005). |
| 2006  |      | محمد يونس (28 يونيو 1940 -)                        | بنغلاديش · اقتصادي.                            | في عام 2006 منحت جائزة نوبل للسلام بالمشاركة لكل من محمد يونس وجرامين بانك من أجل جهودهما لخلق نهضة اقتصادية واجتماعية. | أول مسلم بنغلاديشي أو من أصل بنغالي حائز على جائزة نوبل، وهو ثالث شخص من البنغال يفوز بجائزة نوبل. |
| 2011  |      | توكل كرمان (7 فبراير 1979 -)                       | اليمن · ناشطة حقوقية                           | حازت توكل كرمان على جائزة نوبل للسلام للعام 2011 بالتقاسم مع الرئيسة الليبيرية إلين جونسون سيرليف والناشطة الليبيرية ليما غوبوي، وبهذه الجائزة أصبحت توكل خامس شخصية عربية وأول امرأة عربية تحصل على جائزة نوبل «وذلك لكفاحهنّ السلمي في سبيل أمان المرأة وحقوقها في المساهمة الكاملة في صنع السِّلم.» | أول امرأة عربية والشخصية اليمنية الوحيدة الحاصلة على جائزة نوبل. |
| 2014  |      | ملالا يوسفزي (12 يوليو 1997)                       | باكستان، مدونة وناشطة لحقوق المرأة في التعليم. | شاركها الجائزة الهندي كايلاش ساتيارثي. | أصغر شخص يحصل على جائزة نوبل منذ إنشائها، وقد اشتهرت بتنديدها عبر تدويناتها بانتهاك حركة طالبان باكستان لحقوق الفتيات وحرمانهن من التعليم، وقتلهم لمعارضيهم، في أكتوبر عام 2012 حاولت طالبان اغتيالها، لكنها أصيبت إصابة بالغة ونجت من الموت بعدما تلقّت علاجها في بريطانيا على نفقة الإمارات العربية المتحدة. |
| 2015  |      | الرباعي الراعي للحوار الوطني التونسي               | تونس · أربعة منظمات تونسية                     | أشارت كاسي كولمان فايف، رئيسة لجنة نوبل، إلى أن هذا الرباعي قد أنشأ عملية سياسية سلمية بديلة في وقت كانت فيه البلاد على مشارف حرب أهلية، وتأمل اللجنة بأن تكون هذه التجربة مثالاُ تحتذي به الدول الأخرى.                                                                                             | الرباعي التونسي هم أربعة منظمات تونسية: (الاتحاد العام التونسي للشغل، والاتحاد التونسي للصناعة والتجارة والصناعات التقليدية، والهيئة الوطنية للمحامين بتونس، والرابطة التونسية للدفاع عن حقوق الإنسان). |
| 2023  |      | نرجس محمدي (21 أبريل 1972)                         | إيران، ناشطة                                   | حصلت على جائزة نوبل للسلام لنضالها ضد اضطهاد المرأة في إيران وكفاحها من أجل تعزيز حقوق الإنسان والحرية للجميع. | ثاني إيرانية تفوز بجائزة نوبل للسلام وجائزة نوبل بشكل عام. |